# Chalmer-Joe
Chalmer-Joe (Russisch: Хальмер-Ю; uit het Nenets: "vallei der doden") was een mijnwerkersplaats (nederzetting met stedelijk karakter) in het uiterste noordoosten van de Russische autonome republiek Komi, op zestig kilometer van de stad Vorkoeta. De mijnwerkersnederzetting, die ten noordoosten van Vorkoeta aan de gelijknamige rivier lag, was het meest afgelegen van alle mijnwerkersnederzettingen rond deze stad en was verbonden met Vorkoeta door een spoorlijn die niet meer in gebruik is. De plaats werd later omgevormd tot een gesloten oefenterrein van het Russische Leger met de naam Pem-Boj. De verlaten nederzetting wordt verder alleen bezocht door ijzerdieven en jagers.

## Geschiedenis
De plaats was lange tijd een plaats waar de Nenetsen hun doden achterlieten; in de zomer op de mosbegroeiing, in de winter op de sneeuw. Om die reden werd de plek door hen "vallei der doden" genoemd. De Nenetsen hadden er ook een nederzetting.

### Het steenkoolbekken van Petsjora en het ontstaan van de plaats
Begin 19e eeuw kwamen de Russen naar de plek en vonden er steenkool in de rivier de Vorkoeta van "betere kwaliteit dan de Schotse steenkool". De plek was echter zeer afgelegen en had geen wegverbinding, waardoor exploitatie uitbleef tot de Sovjetperiode. Onder leiding van Jozef Stalin werd het steenkoolbekken van Petsjora ontwikkeld met hulp van honderdduizenden Goelagdwangarbeiders, die mijnwerkersnederzettingen bouwden en spoorwegen aanlegden. Op 1 september 1934 haalde kampsysteem Vorkoetlag haar eerste steenkool naar boven. Chalmer-Joe kwam pas in de jaren 40 in zicht. 
In 1942 werd een geologische expeditie naar het gebied georganiseerd om boringen te doen, toen de Duitsers de Donetsbekken al hadden veroverd. De werkzaamheden vorderden echter maar langzaam en in januari 1943 moest de hele, zwaar ondervoede, expeditie worden gered door een reddingsteam uit Vorkoeta. In 1943 werden de boringen voortgezet en op 28 oktober 1944 werd het bevel gegeven tot de aanleg van mijnen voor de winning van cokes en de bouw van een spoorlijn van Kozjva via Vorkoeta naar Chalmer-Joe.

### Groei van de mijnbouw en de plaats
In 1951 werd voor de bouw van de eerste mijn het mijn-constructiebestuur Mijn nr. 1 opgezet. In de jaren 50, toen het Goelagsysteem door de dood van Stalin verdween, werden Komsomolarbeiders ingezet. In 1954 was het spoorwegstation van Chalmer-Joe gereed. De eerste mijnen van Chalmer-Joe, mijn-1 en mijn-2, werden respectievelijk geopend op 28 juni 1957 en 28 oktober 1959; beiden met een jaarlijkse productie van 600.000 ton steenkool. In 1959 werd de plaats net als de mijnbouwnederzetting Tsementnozavodski overgeheveld van het autonome district Nenetsië naar de republiek Komi. De plaats had 7.100 inwoners bij de volkstelling van 1959. In 1963 woonden er 7.700 inwoners.
Door de jaren steeg de bevolking en groeide de plaats uit tot een woongemeenschap met een oppervlakte van ongeveer 60.000 m², een aantal scholen, winkels, een cultuurpaleis, bibliotheek, mijnwerkershostels en een eigen meteorologisch station. In 1984 kreeg de plaats een eigen sovjet. Bij de Sovjetvolkstelling van 1989 telde de plaats 4.389 inwoners.

### De stakingen van 1989
Na een aantal maanden van ontevredenheid over het management van de mijnen en problemen met de uitbetaling van lonen braken begin 1989 stakingen uit in de Vorkoetaregio, gevolgd door stakingen in de Koezbass. De stakingen werden aanvankelijk gesust, maar de onvrede bleef. In de nacht van 17 op 18 juli 1989 braken nieuwe stakingen uit in Chalmer-Joe en vandaar naar andere mijnen in het Petsjorabekken. Hierdoor kwam de steenkoolproductie zo goed als stil te liggen, waardoor tekorten dreigden in andere delen van de Sovjet-Unie. Pas op 5 augustus bereikten de centrale regering en de mijnwerkers een compromis, maar op 25 oktober, nadat stakingen strafbaar werden gesteld en op veel eisen niet was ingegaan, brak in negen van de dertien mijnen van Vorkoetaoegol een nieuwe staking uit. Deze staking stopte grotendeels op 10 november en een aantal deelnemers werd daarop gearresteerd en veroordeeld. 

### Sluiting van Chalmer-Joe
Op 2 juli 1993 werd een Russische wet aangenomen die de sluiting van onrendabele mijnen moest regelen. Chalmer-Joe was de eerste mijn van Rusland die zou moeten worden gesloten, in november 1994. Het besluit hiertoe werd genomen op 25 november 1993. De mijnwerkers werd een royale compensatieregeling in het vooruitzicht gesteld. In december werd besloten tot de sluiting van de plaats Chalmer-Joe. In die maand werd ook de spoorverbinding opgeheven. In 1994 woonden er nog 4.100 inwoners. Een groot deel van de bevolking bleef in Chalmer-Joe wonen omdat door de sluiting van de mijnen hun pensioen in gevaar kwam, omdat een failliet bedrijf geen pensioenen kan uitkeren.
In het najaar van 1995 zou Chalmer-Joe moeten zijn gesloten voor bewoning. Dit vanwege de sterk teruggelopen bevolking en de enorm hoge kosten voor het in stand houden van de publieke voorzieningen in de plaats. De sluiting van de plaats moest een voorbeeld worden voor de sluiting van andere mijnbouwnederzettingen rond Vorkoeta maar draaide uit op grote problemen, waarop de uitspraak "een tweede Chalmer-Joe zal er niet komen" ontstond. In oktober 1995 werd de sluiting stopgezet. De boiler van de stadverwarming was echter al buiten gebruik genomen en de ruim 100 families die nog in de stad woonden moesten de zeer koude winter doorkomen met elektrische kacheltjes. Vervolgens werd op 23 oktober de noodtoestand uitgeroepen in de plaats en werd streng toezicht ingesteld op de spoorlijn naar de plaats, waardoor bewoners die al waren vertrokken geen achtergebleven spullen meer uit hun huizen konden halen.
Nieuwe woonvoorzieningen waren echter nog niet geregeld en premier Tsjernomyrdin moest eraan te pas komen om een gedeelte (twaalf miljard roebel) van het geld, dat hiervoor beschikbaar was gesteld door het ministerie van financiën, naar Vorkoeta te sturen, waar de bewoners zouden worden opgevangen. Vervolgens werden de laatste bewoners met harde hand gedwongen om de plaats te verlaten: een knokploeg van de OMON kwam naar de plaats, sloeg de deuren van de appartementen in en dwong de bewoners plaats te nemen in spoorwagons naar Vorkoeta. Daar was echter nog geen woongelegenheid geregeld, zodat de voormalige inwoners hun tijd moesten uitzitten in hotels en hostels in Vorkoeta, wachtend tot de overheid haar beloftes aan alle 1539 gezinnen uit Chalmer-Joe waar zou maken. Het grootste deel van hen werd later naar delen van het land met betere klimatologische omstandigheden verplaatst. In 1996 werd de plaats uiteindelijk definitief gesloten.

### Nenetsen
Terwijl de Russische bewoners na verloop van tijd de hun toegezegde voorzieningen ontvingen, was dit niet het geval voor de ongeveer zestig Nenetsische gezinnen die geregistreerd stonden in de plaats en deze gelijktijdig moesten verlaten. Veel van hen waren nomaden die de plaats slechts bezochten om er inkopen te doen of er spullen te verkopen. Zij trokken veelal naar de nabijgelegen mijnbouwnederzetting Sovjetski, maar waren daar aan hulp van particulieren overgeleverd, omdat de Russische autoriteiten weigerden hen hulp te verlenen. Hun kinderen hadden geen recht op onderwijs; alleen als hun ouders gestorven waren werden ze toegelaten op internaten. Veel kinderen van Nenetsische ouders die geen eigen rendieren als bron van inkomen hadden stierven in de jaren daarop door ziekten, kou of geweld. Met name Nenetsen die geen Russisch spraken werden gediscrimineerd door de Russische autoriteiten.

### Chalmer-Joe als testgebied
Na de sluiting werd Chalmer-Joe verklaard tot testgebied van de Russische Luchtmacht en werd het verklaard tot verboden gebied. Het testgebied werd Pem-Boj (of Pemboj) genoemd, naar de 421 meter hoge Pembojheuvel ten noorden van Chalmer-Joe. Sindsdien zijn de gebouwen van Chalmer-Joe meermaals gebruikt als doelwit voor bombardementen en raketbeschietingen. Een van de bekendste vond plaats in augustus 2005, toen drie kruisraketten werden afgeschoten op het huis van cultuur vdoor een aantal Tupolev Tu-160's, waarvan een president Vladimir Poetin aan boord had. Het gebouw raakte hierbij zwaar beschadigd.